# Juraj Dragišić
Juraj Dragišić O.F.M. (poznat i kao Georgius Benignus de Salviatis) (Srebrenica, oko 1445. – Barletta, 1520.), hrvatski humanist, filozof, franjevac, nadbiskup i teolog.

## Životopis
Rođen se u Srebrenici oko 1445. godine, u turbulentnim vremenima, neposredno nakon zbacivanja srpske despotovine i naizmjenične vlasti Kraljevine Bosne i Osmanskog Carstva. U rodnom je gradu stupio u franjevački red. Samostan napušta ga kao mladi franjevac u bijegu pred turskim osvajanjima (1463.).
Konačno osmansko zauzimanje Srebrenice natjeralo ga je u Jajce, a put ga je odnio dalje u Zadar, Ferraru i Barlettu. 
U Italiji je nastavio studij teologije (1464. – 1469.). Za svećenika je zaređen 1469. godine. Obrazovanje stječe i u Parizu te Oxfordu. Druži se s kardinalom Bessarionom i intelektualcima okupljenim oko njega, što mu kasnije omogućuje da postane učitelj na dvoru Montefeltro u Urbinu, te predaje filozofiju i teologiju na nekoliko talijanskih sveučilišta te u Hrvatskoj, u Dubrovniku. Bessariona je kasnije branio od optužbi za herezu spisom "Obrana Bessariona" (Defensorium Bessarionis, 1469.).
Uključuje se u spor koji se vodio oko židovskih knjiga između kölnskih dominikanaca i Rauchlina (koji je bio protiv spaljivanja knjiga), a Dragišićevo pozitivno mišljenje o Rauchlinu ga oslobađa. Godine 1485. postao je u Firenci magistar teologije. Tamo je bio štićenik Lorenza de' Medicija te je podučavao njegove sinove Pietra i Giovannija, koji je poslije postao papa Lav X.
Godine 1490. imenovan je provincijalom franjevaca u Toscani i dobio ime firentinske plemićke obitelji Salviati - de Salviatis. U razdoblju od 1487. do 1491. bio je profesor teologije i filozofije u Firenci. Nakon dolaska Francuza i pada Lorenza de' Medicija, Dragišić biva zatvoren pa se 1495. vraća u domovinu. U Dubrovniku je po ovlaštenju podučavao filozofiju i teologiju te je postao generalni vikar Dubrovačke nadbiskupije.
Godine 1507. postao je biskup Caglija. Obnašao je dužnost naslovnog nadbiskupa Nazareta u Beretti (1513. – 1520.) te je bio sudionik V. lateranskog sabora 1514. godine gdje je predložio reformu kalendara koju je usvojio papa Grgur XIII. 1582. (gregorijanski kalendar). Kada je 1515. godine bio optužen za herezu u njegovu obranu ustaje i Erazmo Roterdamski. Neko vrijeme bio je i izaslanik pape na dvoru cara Maksimilijana I. u Innsbrucku.
Umro je u Barletti, u Italiji, 1520. godine.

## Poznata djela
Autor je više filozofsko-teoloških djela na latinskom jeziku.
- Propeheticae solutiones

Glavno Dragišićevo djelo je "Proročanska rješenja" (Propeheticae solutiones), inspirirano životom i djelom Jeronima Savonarole. U njemu je Dragišić pokušao dokazati istinitost i vjerodostojnost njegovih proročanstava te njegovu autentičnost. Rasprava se vodi oko mogućnosti sigurnog znanja budućih događaja i samoj njihovoj korisnosti te utvrđivanju mogućnosti novih proroka. Uspoređeni su stari proroci koji su najavljivali dolazak Otkupitelja i Svonarola koji je propovijedao obnovu i ujedinjenje kršćanstva.
- De animae regni principe

U djelu "O vladaru kraljevstva duše" (De animae regni principe) se Dragišić bavi dokazivanjem postojanja slobodne ljudske volje. Djelo je prikazano kao rasprava tomista, koji pristaju uz tezu o primatu razbora i škotista koji pristaju uz tezu o primatu volje. U njemu objašnjava kako se čovjek voljom razlikuje od životinja te po njemu volja ima primat nad razborom. 
- De natura caelestium spirituum quos angelos vocamus

Dragišić je svoje najznačajnije teološko djelo "O naravi nebeskih duhova koje zovemo anđelima" (De natura caelestium spirituum quos angelos vocamus) napisao za vrijeme boravka u Dubrovniku. Djelo je napisano u obliku dijaloga i raspravlja o angelologiji.
- Dialectica nova secundum mentem Doctoris subtilis et beati Thomae Aquinatis aliorumque realistarum (Nova dijalektika)[1]
- Mirabilia LXXVII reperta in opusculo Nicolai de Mirabilibus (77 čudesa)
- Defensio praestantissimi viri Ioannis Reuchlin (Obrana preizvrsnoga gospodina Johannesa Reuchlina)
- Artis dialecticae praecepta vetera et nova (Nova i stara pravila dijalektičkog umijeća)